# DFV-Fußballbeschluss
Die DFV-Fußballbeschlüsse von 1970 und 1983 waren weitreichende Reformen im Deutschen Fußball-Verband der DDR innerhalb der DDR-Oberliga, DDR-Liga sowie den fünfzehn Bezirksligen. In beiden Beschlüssen reagierte der DFV jeweils auf das sinkende spielerische Niveau, was zur Stärkung der Fußballclubs sowie zur Schwächung von Betriebssportgemeinschaften führte.

## Fußballbeschluss von 1970
Kernpunkte des Beschlusses von 1970 waren die endgültige Herauslösung der Schwerpunktclubs aus den Betrieben mit der im Anschluss vollzogenen Aufsicht durch den DTSB und DFV. Den Betriebssportgemeinschaften und deren Trägerbetrieben wurden für den höherklassigen Fußball strenge finanzielle Rahmenbedingungen auferlegt, was die BSG bis 1989 de facto nicht mehr konkurrenzfähig werden ließ. Stahl Eisenhüttenstadt hatte bereits 1970/71 seinen Spielern zu hohe Gehälter und Prämien ausgezahlt, und sich laut DFV dadurch ungerechtfertigte Vorteile verschafft. Aktivist Schwarze Pumpe und Chemie Wolfen wurden nach finanziellen Unregelmäßigkeiten ebenfalls in die Bezirksliga zurückgestuft und wurden als Zwangsabsteiger deklariert.
Ein weiterer Kernpunkt des Grundsatzbeschlusses war der Entzug von Spielgenehmigungen bei Spielern mit Westverwandtschaft für die DDR-Oberliga. Dies wurde, unter anderem bei Ralf Heine, Peter Zierau, Detlef Zimmer oder Christoph Ringk auch konsequent angewendet. Ebenfalls geändert wurde die gängige Praxis mit Einberufungen von Spielern zur NVA. Während die Clubs mit dem Beschluss von 1970 davon weitgehend verschont blieben, wurden Betriebssportgemeinschaften permanent Spieler entzogen. Nicht selten wurden diese gezielt zur Verstärkung diverser Armeesportgemeinschaften in den Armeedienst einberufen.
Mit der Konzentration und Förderung der Clubs setzte mit dem Beschluss eine gewisse Konsolidierung und Qualitätssteigerung auf der Ebene der DDR-Oberliga ein. Das schlug sich auch in Erfolgen der Mannschaften im Europapokal nieder. In den 1970ern erreichten die DDR-Teams regelmäßig das Viertel- oder Halbfinale und konnten sich auch gegen namhafte Gegner aus Italien oder England durchsetzen. Besonders der 1. FC Magdeburg, Carl Zeiss Jena und Dynamo Dresden steigerten das internationale Renommee des DDR-Klubfußballs, wobei der Sieg Magdeburgs im Europapokal der Pokalsieger 1974 den größten Erfolg darstellte. Dies wirkte sich auch auf die Fußballnationalmannschaft der DDR aus, welche erstmals die Teilnahme an der Fußball-Weltmeisterschaft 1974 sowie den Gewinn der Olympischen Sommerspiele 1976 verzeichnete.

## Fußballbeschluss von 1983
Anfang der achtziger Jahre versank der DDR-Fußball wieder verstärkt im Mittelmaß. Grund für den zweiten Fußballbeschluss von 1983 waren das erneute Scheitern der Nationalmannschaft zur Fußball-Weltmeisterschaft 1982 in Spanien sowie dem Ausscheiden aller DDR-Clubs in der ersten Hauptrunde des Europapokals 1982/83. Der Beschluss konzentrierte sich hauptsächlich auf die Nachwuchsförderung sowie mit den fünf Staffeln völlig aufgeblähten Unterbau der DDR-Liga. Schon ab der Saison 1984/85 kehrte die DDR-Liga nach dreizehn Jahren wieder zu zwei Staffeln zurück. Die Mannschaften der Nachwuchsoberliga wurden als zweite Mannschaften in die Bezirksligen eingestuft und besaßen auch das Aufstiegsrecht zur DDR-Liga, parallel wurde die Junioren-Oberliga weitergeführt. Zur Förderung deutscher Spieler durften mit dem Beschluss von 1983 ausländische Spieler ab 1984 auch nicht mehr in der zweitklassigen Liga agieren, so dass Hauptleihgeber SASK Elstal seine Spieler nur noch in die drittklassigen Bezirksligen auslieh.
Der bis 1989 bestandene zweite Beschluss konnte nicht mehr an die Erfolge der ersten Reformen von 1970 anknüpfen. 1987 erreichte der 1. FC Lokomotive Leipzig noch einmal das Finale im Europapokal der Pokalsieger, die Qualifikation zur Fußball-Weltmeisterschaft 1990 wurde von der Nationalmannschaft abermals verpasst.